# Льодовикові відклади

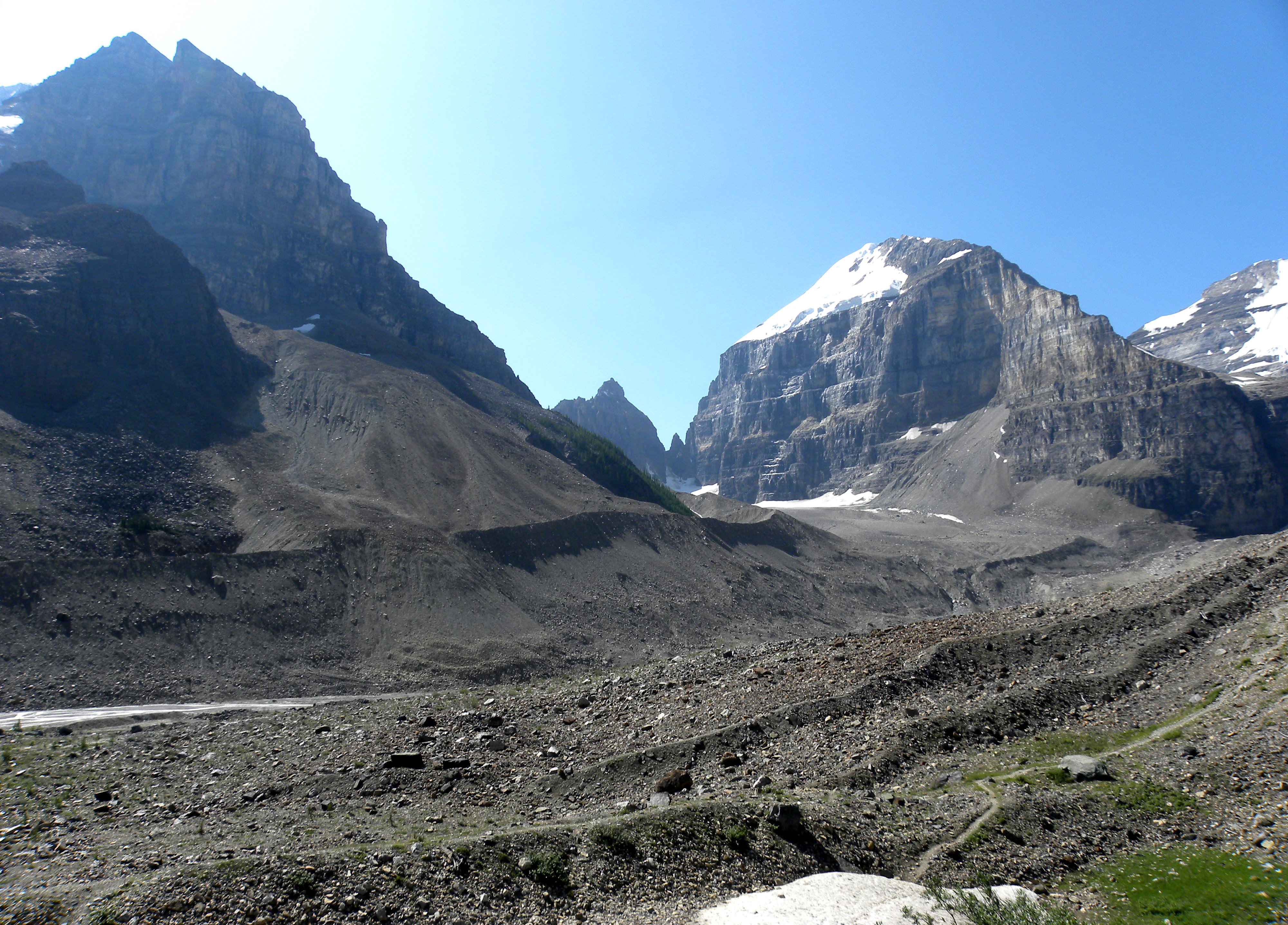
Морена на льодовику в провінції Альберта, Канада

Льодовикові відклади (рос. ледниковые отложения, англ. glacial deposits, glacial drift; нім. Glazialablagerungen f pl, glaziale Ablagerungen f pl, glaziale Sedimente n pl, Gletscherablagerungen f pl) — геологічні відклади, утворення яких генетично пов'язане з сучасними або древніми гірськими льодовиками і материковими льодовиковими покривами. Поділяються на власне льодовикові (гляціальні або морени) і водно-льодовикові. 
Льодовикові (гляціальні або морени) відклади виникають шляхом безпосереднього осідання на ложі льодовика уламкового матеріалу, що переноситься в його товщі. Складені несортованими пухкими уламковими г.п., частіше за все валунними глинами, суглинками, супісками, рідше валунними пісками і грубощебенистими породами, що містять валуни, щебінь, гальку. 
Водно-льодовикові відклади утворюються всередині і на периферії льодовиків з відсортованого і перевідкладеного талими водами моренного матеріалу. Серед них виділяють водно-льодовикові, або флювіогляційні відклади — відклади потоків талих вод (шаруваті піски, ґравій, галечники) і озерно-льодовикові (лімно-гляційні) відклади.
Всі типи Л.в. утворюють складні поєднання (льодовикові комплекси або льодовикові формації). Особливо характерні вони для молодої четвертинної (антропогенової) системи, під час утворення якої численні материкові льодовики покривали величезні площі в межах сучасних помірних кліматичних поясів. Серед відкладів верх. протерозою, венду, верх. палеозою, ордовицької системи і докембрію також відомі древні Л.в., звичайно сильно ущільнені, зцементовані, а іноді й метаморфізовані (тіліти).